# Mac CE
Mac CE, Macintosh Central European encoding je kódování používané počítači Apple Macintosh pro jazyky střední a jihovýchodní Evropy používající  latinku. Kódování Mac CE je také známé jako kódová stránka 10029. Neobsahuje stejná písmena s diakritikou jako ISO/IEC 8859-2, protože obsahuje písmena pro estonštinu, litevštinu a lotyštinu, zatímco ISO/IEC 8859-2 písmena pro albánštinu, chorvatštinu a rumunštinu.

## Struktura kódové stránky
Následující tabulka ukazuje kódování Mac CE. U každého znaku je uveden ekvivalentní kódový bod v Unicode a desítkový kód. Protože první část tabulky je shodná s kódováním ASCII, je zobrazena pouze druhá část tabulky (kódy 128 až 255).
|    | _0         | _1         | _2         | _3         | _4         | _5         | _6         | _7         | _8         | _9         | _A            | _B         | _C         | _D         | _E         | _F         |
| 8_ | Ä 00C4 128 | Ā 0100 129 | ā 0101 130 | É 00C9 131 | Ą 0104 132 | Ö 00D6 133 | Ü 00DC 134 | á 00E1 135 | ą 0105 136 | Č 010C 137 | ä 00E4 138    | č 010D 139 | Ć 0106 140 | ć 0107 141 | é 00E9 142 | Ź 0179 143 |
| 9_ | ź 017A 144 | Ď 010E 145 | í 00ED 146 | ď 010F 147 | Ē 0112 148 | ē 0113 149 | Ė 0116 150 | ó 00F3 151 | ė 0117 152 | ô 00F4 153 | ö 00F6 154    | õ 00F5 155 | ú 00FA 156 | Ě 011A 157 | ě 011B 158 | ü 00FC 159 |
| A_ | † 2020 160 | ° 00B0 161 | Ę 0118 162 | £ 00A3 163 | § 00A7 164 | • 2022 165 | ¶ 00B6 166 | ß 00DF 167 | ® 00AE 168 | © 00A9 169 | ™ 2122 170    | ę 0119 171 | ¨ 00A8 172 | ≠ 2260 173 | ģ 0123 174 | Į 012E 175 |
| B_ | į 012F 176 | Ī 012A 177 | ≤ 2264 178 | ≥ 2265 179 | ī 012B 180 | Ķ 0136 181 | ∂ 2202 182 | ∑ 2211 183 | ł 0142 184 | Ļ 013B 185 | ļ 013C 186    | Ľ 013D 187 | ľ 013E 188 | Ĺ 0139 189 | ĺ 013A 190 | Ņ 0145 191 |
| C_ | ņ 0146 192 | Ń 0143 193 | ¬ 00AC 194 | √ 221A 195 | ń 0144 196 | Ň 0147 197 | ∆ 2206 198 | « 00AB 199 | » 00BB 200 | … 2026 201 | NBSP 00A0 202 | ň 0148 203 | Ő 0150 204 | Õ 00D5 205 | ő 0151 206 | Ō 014C 207 |
| D_ | – 2013 208 | — 2014 209 | “ 201C 210 | ” 201D 211 | ‘ 2018 212 | ’ 2019 213 | ÷ 00F7 214 | ◊ 25CA 215 | ō 014D 216 | Ŕ 0154 217 | ŕ 0155 218    | Ř 0158 219 | ‹ 2039 220 | › 203A 221 | ř 0159 222 | Ŗ 0156 223 |
| E_ | ŗ 0157 224 | Š 0160 225 | ‚ 201A 226 | „ 201E 227 | š 0161 228 | Ś 015A 229 | ś 015B 230 | Á 00C1 231 | Ť 0164 232 | ť 0165 233 | Í 00CD 234    | Ž 017D 235 | ž 017E 236 | Ū 016A 237 | Ó 00D3 238 | Ô 00D4 239 |
| F_ | ū 016B 240 | Ů 016E 241 | Ú 00DA 242 | ů 016F 243 | Ű 0170 244 | ű 0171 245 | Ų 0172 246 | ų 0173 247 | Ý 00DD 248 | ý 00FD 249 | ķ 0137 250    | Ż 017B 251 | Ł 0141 252 | ż 017C 253 | Ģ 0122 254 | ˇ 02C7 255 |
|    | _0         | _1         | _2         | _3         | _4         | _5         | _6         | _7         | _8         | _9         | _A            | _B         | _C         | _D         | _E         | _F         |